# تايلر بويد
تايلر بويد (بالإنجليزية: Tyler Boyd)‏ (30 ديسمبر 1994 في نيوزيلندا - ) هو لاعب كرة قدم نيوزلندي في مركز الهجوم. شارك مع منتخب نيوزيلندا لكرة القدم. أما مع النوادي، فقد لعب مع فيتوريا دي غيماريش ونادي ويلينغتون فينيكس وWaiBOP United ‏.

## وصلات خارجية
- تايلر بويد على موقع الاتحاد الدولي (مؤرشف)  (الإنجليزية)
- تايلر بويد على موقع اتحاد تركيا (لاعب) (الإنجليزية)
- تايلر بويد على موقع الدوري الأمريكي (الإنجليزية)
- تايلر بويد على موقع قاعدة بيانات كرة القدم.إي يو (الإنجليزية)
- تايلر بويد على موقع ناشيونال فوتبول تيمز (الإنجليزية)
- تايلر بويد على موقع Soccerway.com (الإنجليزية)
- تايلر بويد على موقع AS.com (الإسبانية)